# Pseudomonas veronii
Pseudomonas veronii sind Gram-negative, Oxidase, Katalase und Arginindihydrolase positive Bakterien. Sie besitzen eine einzelne polare Begeißelung, mit der sie sich fortbewegen. Auf King B Agar bilden sie fluoreszierende Pigmente. Das Wachstum findet zwischen 4 und 36 °C statt. Die Spezies ist zur Denitrifikation befähigt. Sie wurde erstmals aus Mineralwasser isoliert.